# Белушеній-Ной
Белушеній-Ной (рум. Bălușenii Noi) — село у повіті Ботошані в Румунії. Входить до складу комуни Белушень.
Село розташоване на відстані 365 км на північ від Бухареста, 13 км на південний схід від Ботошань, 82 км на північний захід від Ясс.

## Населення
За даними перепису населення 2002 року у селі проживали 348 осіб. Усі жителі села рідною мовою назвали румунську.
Національний склад населення села:
| Національність | Кількість осіб | Відсоток |
| -------------- | -------------- | -------- |
| румуни         | 305            | 87,6%    |
| цигани         | 43             | 12,4%    |